# 真室川町立真室川北部小学校
真室川町立真室川北部小学校（まむろがわちょうりつ まむろがわほくぶしょうがっこう）は、山形県最上郡真室川町大字釜渕にある公立小学校。

## 学校教育目標
自ら学び　夢に向かってたくましく生きていく北部っ子の育成

## 沿革
出典
- 2007年（平成19年）
  - 4月 - 釜渕・及位・大滝・小又の各小学校が統合し、真室川町立真室川北部小学校として開校。
  - 6月 - 校歌作詞・作曲者を迎えての「校歌ありがとう集会」開催。
- 2008年（平成20年）3月 - 第1回卒業証書授与式挙行。
- 2013年（平成25年）3月 - 平成19年の第1回新入生が本校を卒業。
- 2014年（平成26年）9月 - 相撲場屋根ペンキ塗り替え。
- 2016年（平成28年）10月 - 創立10周年記念式典挙行。
- 2018年（平成30年）9月 - 校舎屋根改修工事。
- 2019年（令和元年）8月 - 体育館屋根改修工事。

## 通学区域と進学先中学校
出典

### 通学区域
- 大字及位（全域）
- 大字大滝（全域）
- 大字釜渕（全域）
- 大字大沢（小又・川舟沢）
- 大字川ノ内（三滝・春木）

### 進学先中学校
- 真室川町立真室川中学校

## 周辺
- JR東日本奥羽本線 - 線路は近いが、釜淵駅はやや離れている。
- 山形県道35号真室川鮭川線
- 真室川町立真室川病院釜渕診療所

## アクセス
- 真室川町コミュニティバス「及位線（診療所経由）」で、「釜渕診療所」停留所下車後、徒歩約360m・約5〜6分。
  - ただし、「釜渕診療所」停留所を通過する便は、土曜日2往復のみの運行。
- JR釜淵駅から、徒歩約725m・約11分。